# Graphium stratocles
Graphium stratocles är en fjärilsart som först beskrevs av Felder 1861.  Graphium stratocles ingår i släktet Graphium och familjen riddarfjärilar. Inga underarter finns listade i Catalogue of Life.

## Bildgalleri

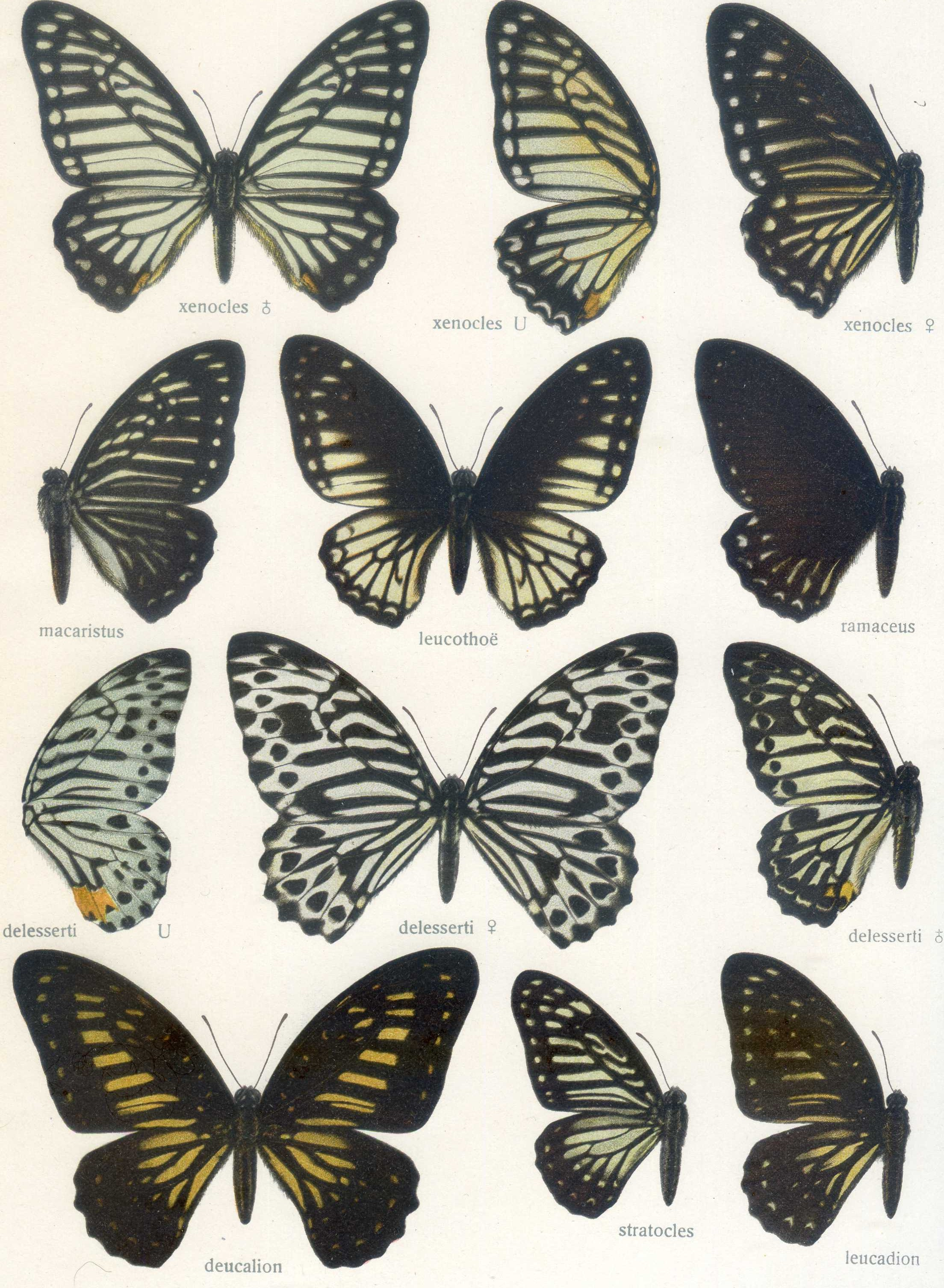